# Elaeocarpus mollis
Elaeocarpus mollis är en tvåhjärtbladig växtart som beskrevs av Merrill. Elaeocarpus mollis ingår i släktet Elaeocarpus och familjen Elaeocarpaceae. Inga underarter finns listade i Catalogue of Life.